# Podest ruchomy załadowczy

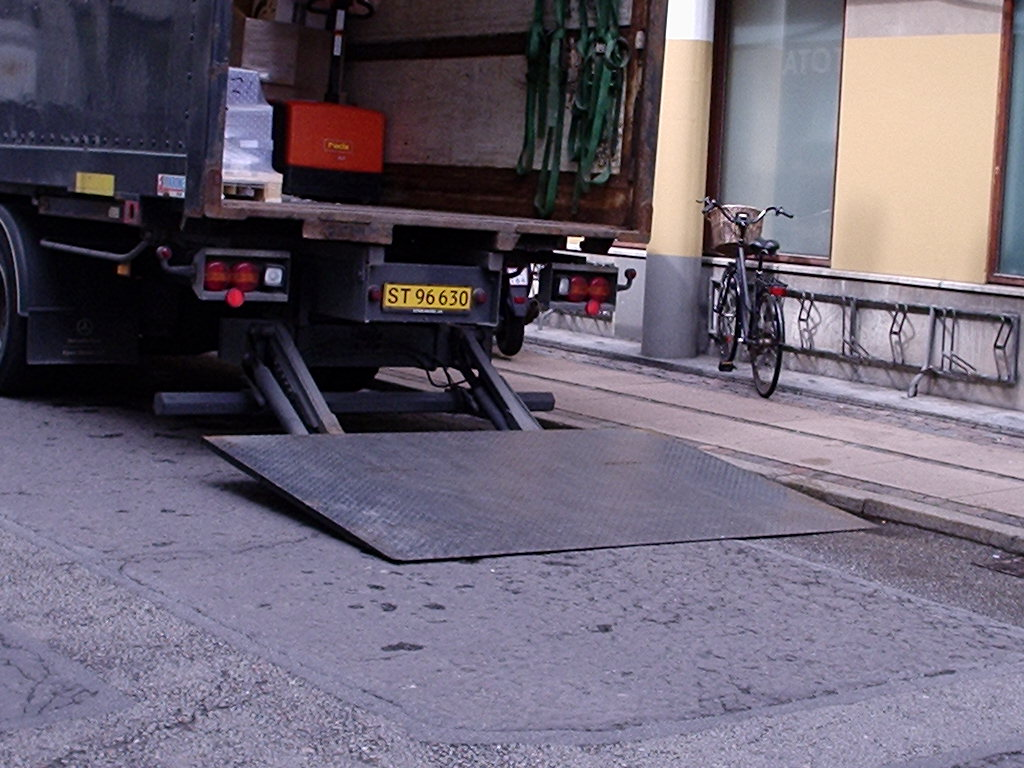
Podest windy załadowczej w pozycji opuszczonej.

Podest ruchomy załadowczy, winda załadowcza, winda samochodowa – platforma przyczepiana z tyłu pojazdu dostawczego lub ciężarowego służąca do podnoszenia ładunku w celu jego załadunku, lub rozładunku. Winda załadowcza zamontowana na pojeździe staje się jego integralną częścią. Wszystkie windy załadowcze podlegają dozorowi technicznemu UDT. Napęd klapy załadowczej najczęściej jest hydrauliczny.

## Podział wind załadowczych
Można wyróżnić windy o udźwigu do:
- 750 kg montowane w lżejszych samochodach dostawczych
- 1500 kg montowane w średniociężkich samochodach dostawczych